# Formula leucocitaria
Per formula leucocitaria o emogramma si intende la determinazione percentuale dei vari tipi cellulari di leucociti (globuli bianchi) presenti nello striscio di sangue periferico.
La formula leucocitaria normale è orientativamente la seguente:
| Cellula               | Numero medio per μL | Intervallo per μL | Percentuale |
| --------------------- | ------------------- | ----------------- | ----------- |
| Neutrofili            | 4.400               | 1.800-7.700       | 40-70%      |
| Linfociti (B, T e NK) | 2.500               | 1.000-4.800       | 20-40%      |
| Monociti              | 300                 | 0-800             | 3-8%        |
| Eosinofili            | 200                 | 0-450             | 3%          |
| Basofili              | 40                  | 0-200             | 1%          |
| Totale                | 7.440               | 4.500-11.000      | 100%        |

Le cellule NK rappresentano 2-8% dei linfociti, mentre le cellule dendritiche il 2-3% di tutte le cellule mononucleate.
In base alla presenza o meno di granuli visibili all'interno del citoplasma, i leucociti possono essere distinti in: leucociti granulari (granulociti neutrofili/eosinofili/basofili) e leucociti non granulari (monociti e linfociti (B/T) . In condizioni patologiche i rapporti numerici tra i vari tipi di leucociti possono variare realizzandosi in tali casi, a seconda dell'elemento cellulare numericamente aumentato condizioni che si identificano come: neutrofilia, eosinofilia, basofilia, linfocitosi, monocitosi.
L'aumento percentuale di un particolare tipo leucocitario può essere conseguenza di un reale aumento numerico di tale tipo cellulare, in tal caso si parlerà di neutrofilia assoluta, linfocitosi assoluta ecc. oppure può essere relativo per contemporanea riduzione di altra categoria di leucociti; in tali casi si parlerà di neutrofilia relativa, eosinofilia relativa etc.
Un esempio di condizione in cui si hanno variazioni della formula leucocitaria consiste nelle malattie infettive. Un patogeno extracellulare, come la maggior parte dei batteri, dovrà essere gestito dalle difese immunitarie dell'organismo con una leucocitosi neutrofila, perché si rivela necessaria l'attività fagocitica dei neutrofili; un patogeno intracellulare, come virus o rari batteri, dovrà essere fronteggiato mediante lo sviluppo l'immunità acquisita, cioè mediante linfocitosi (i linfociti T possono attaccare le cellule infette uccidendole e impedendo così la progressione dell'infezione).
| Controllo di autorità | Thesaurus BNCF 43776 · GND (DE) 4245111-5 |